# Mara Lakić
Mara Lakić, född den 18 augusti 1963 i Bosnien och Hercegovina, är en jugoslavisk basketspelare som var med och tog OS-silver 1988 i Seoul. Detta var Jugoslaviens första medalj i de olympiska baskettävlingarna för damer.